# بوب كار (سياسي)
بوب كار (بالإنجليزية: Bob Carr)‏ هو دبلوماسي وسياسي أسترالي، ولد في 28 سبتمبر 1947 في أستراليا. حزبياً، نشط في حزب العمال الأسترالي.

## مناصب
- انتخب مندوب المؤتمر الدستوري الأسترالي 1998 عن دائرة نيوساوث ويلز وقد انضم خلال فترته النيابية (2 فبراير 1998 – 13 فبراير 1998)  للكتلة البرلمانية حكومة نيو ساوث ويلز [الإنجليزية]‏.
- في 1984 New South Wales state election [الإنجليزية]‏، انتخب عضو الجمعية التشريعية نيو ساوث ويلز عن دائرة Electoral district of Maroubra [الإنجليزية]‏ (22 أكتوبر 1983 – 3 أغسطس 2005).
- انتخب عضو مجلس الشيوخ الأسترالي [الإنجليزية]‏ عن دائرة نيوساوث ويلز ‏ (6 مارس 2012 – 24 أكتوبر 2013).
- انتخب وزير الخارجية [الإنجليزية]‏ (13 مارس 2012 – 18 سبتمبر 2013).
- انتخب Premier of New South Wales [الإنجليزية]‏ (4 أبريل 1995 – 3 أغسطس 2005).